# Otto Rahn
Otto Wilhelm Rahn (Michelstadt, Hessen, 18 de febrer de 1904 - Söll, Àustria, 13 de març de 1939) fou un investigador, escriptor i historiador medievalista alemany, i un oficial (Obersturmführer) de les SS.
Rahn va néixer en el si d'una família de la burgesia mitjana de la regió alemanya de Hessen. Influenciat potser pel seu pare, que era jutge a la ciutat de Magúncia, inicià els estudis de dret, tot i que també li agradava la música i era un bon pianista. Durant quatre anys (1922-1926) va estar matriculat a les facultats de dret de Gießen, Friburg i Heidelberg, i també va assistir a classes de filologia germànica i d'història.
El primer contacte de Rahn amb el catarisme es produí a l'institut de Gießen, gràcies al seu professor de religió, el baró de Gail, que també exercia la càtedra d'història de la teologia a la Universitat de Gießen.
Aquest interès quasi obsessiu pel catarisme i per cultura i la llengua occitanes, que estudià a fons, li serviren per a desenvolupar una tesi doctoral sobre l'heretgia càtara o albigesa, durant l'elaboració de la qual viatjà per França, Espanya, Itàlia i Suïssa (1928-1932).
La primera campanya a la regió del Llenguadoc fou a l'estiu de 1929. Rahn s'instal·là al poble de L'Avelhanet, des d'on, durant tres mesos, va explorar sistemàticament les ruïnes de Montsegur i les nombroses grutes de la muntanya.
Les seves dues obres més importants són fruit d'aquestes recerques: Croada contra el Graal i La cort de Llucifer. Són obres destacables per a comprendre el catarisme, que influenciaren autors com Trevor Ravenscroftl, Peter Berling i Jean-Michel Angebert, entre d'altres, encara que mai foren traduïdes a l'anglès.
L'escriptor Nigel Pennick va dir al seu llibre Les ciències secretes de Hitler: "Els cavallers de la Taula Rodona del rei Artús, els templers i fins i tot els cavallers teutònics, havien buscat el recipient místic. Però Otto Rahn va creure que ell podia triomfar on els segles de la cerca es confonien. Ell havia estudiat la geometria sagrada de Montsegur, les seves orientacions a la sortida del sol i relació amb altres llocs sagrats, i havia descobert suposats túnels subterranis on possiblement es trobaria el Sant Graal".
Otto Rahn va morir el 13 de març de 1939, en circumstàncies controvertides; això no obstant, una de les teories més versemblants apunta que va morir congelat al cim el Wilden Kaiser, practicant l'Endura del Catarisme, un mena de suïcidi ritual. És comú relacionar la seua figura amb l'Ocultisme nazi, i que tenien la màxima expressió dins del cos especial de les SS, i a Heinrich Himmler com un dels principals exponents.
El mateix Himmler va anar a Montserrat després de la mort de Rahn, el 23 d'octubre de 1940, suposadament a la cerca del Graal. Es va endur l'obra de l'investigador, "La cort de Llucifer", que va ordenar distribuir gratuïtament entre diversos oficials d'alta graduació.

## Cinema
The Secret Glory (Richard Stanley, 2001).